# 90-ті до н. е.

## Події
- Понтійське царство: правління царя Мітрідата VI;